# معهد هواتشونغ
معهد هوا تشونغ (الصينية المبسطة : 华侨 中学؛ الصينية التقليدية : 华侨 中学؛ بينيين Húaqíao Zhōngxúe) (HCI) هي مدرسة مستقلة في سنغافورة للطلاب الذين تتراوح أعمارهم بين 12-18 سنة تغطي كلاً من مستويات ما قبل الثانوي والجامعي. ، تعمل في إطار خطة المساعدة الخاصة (SAP) للغتين، ويقدم البرنامج المتكامل (IP)،وبرنامج تعليم الموهوبين (SBGEP). الحرم الرئيسي، في «بوكيت تيماه» يغطي 72 فدانا (29 هكتارا) مشترك بين مؤسسة هوا تشونغ، تشونغ هوا المدرسة الدولية، والمدرسة الداخلية للمؤسسة. الحرم الجامعي أكبر بكثير من معظم المدارس في سنغافورة والمنطقة.

## تاريخ المدرسة العليا الصينية
اكتسبت بعض الأبحاث وبرامج التنمية القيادية اشادات دولية.
المدرسة تقدم مجموعة متنوعة من البرامج اللاصفية، حيث تشمل الإنجازات الحائزة على بطولة الفرق الرياضية في سباقات المضمار والميدان، والجمباز وكرة الماء والجودو.

## المدرسة العليا الصينية
المدرسة العليا الصينية، كانت سابقا مدرسة ثانوية نانيانغ الصينية، أسسها كاه تان كي في مارس 1919 في شارع نيفن. وبلغ عدد الملتحقين 78 تلميذا، كانت أول مؤسسة صينية للتعليم العالي في ذلك الوقت في جنوب شرق آسيا، وبعد ست سنوات انتقلت المدرسة لحرمها ببوكيت تيماه.
خلال معركة سنغافورة، استخدم برج للمدرسة على مدار الساعة، لارتفاعه، وكان بمثابة المقر الرئيسي للمدافعين الحلفاء في أعقاب الحرب العالمية، والمدرسة الصينية استأنفت تعليمها. في 1950s و 1960s، وخلال فترات الاضطرابات المدنية في سنغافورة.

## معرض صور

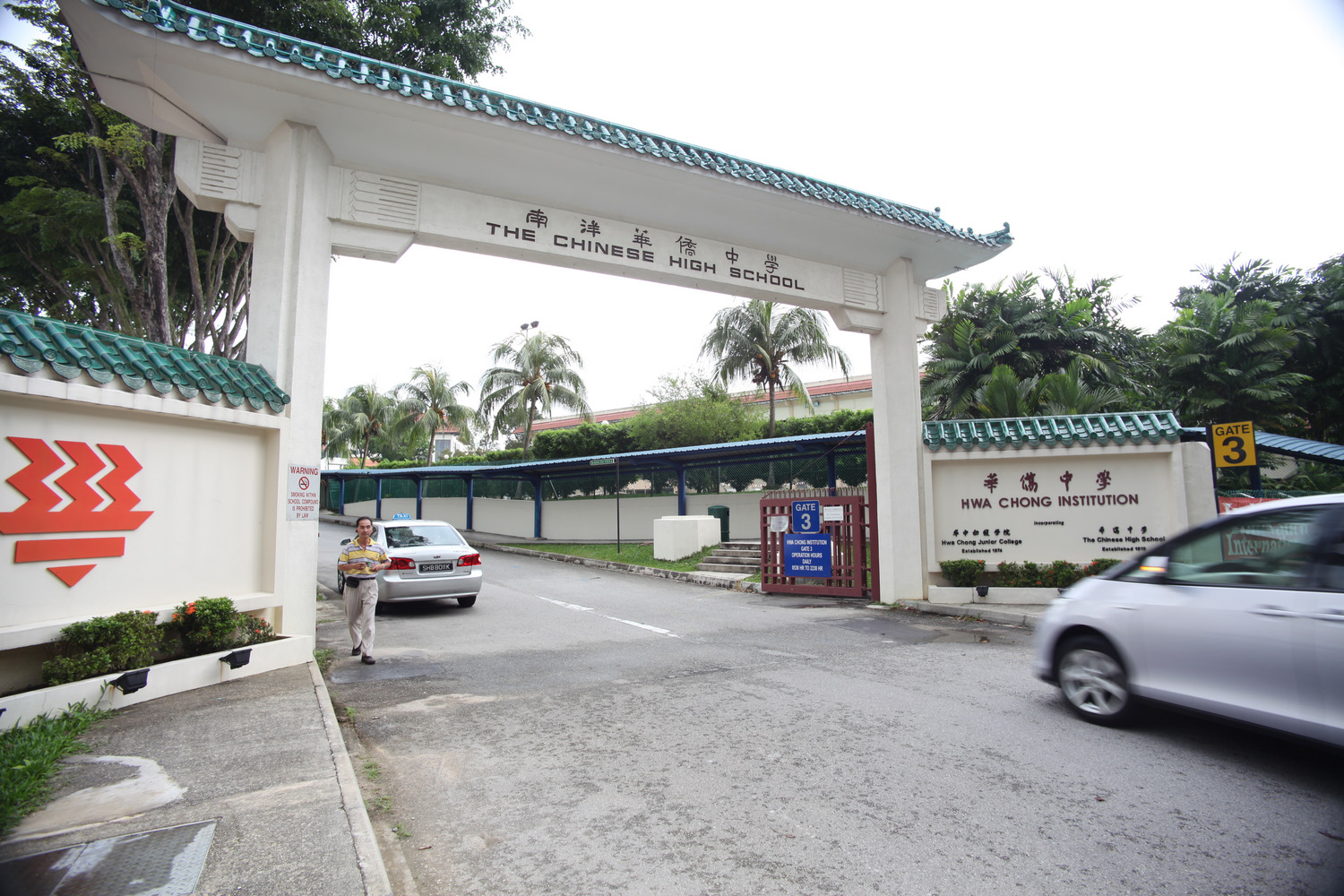
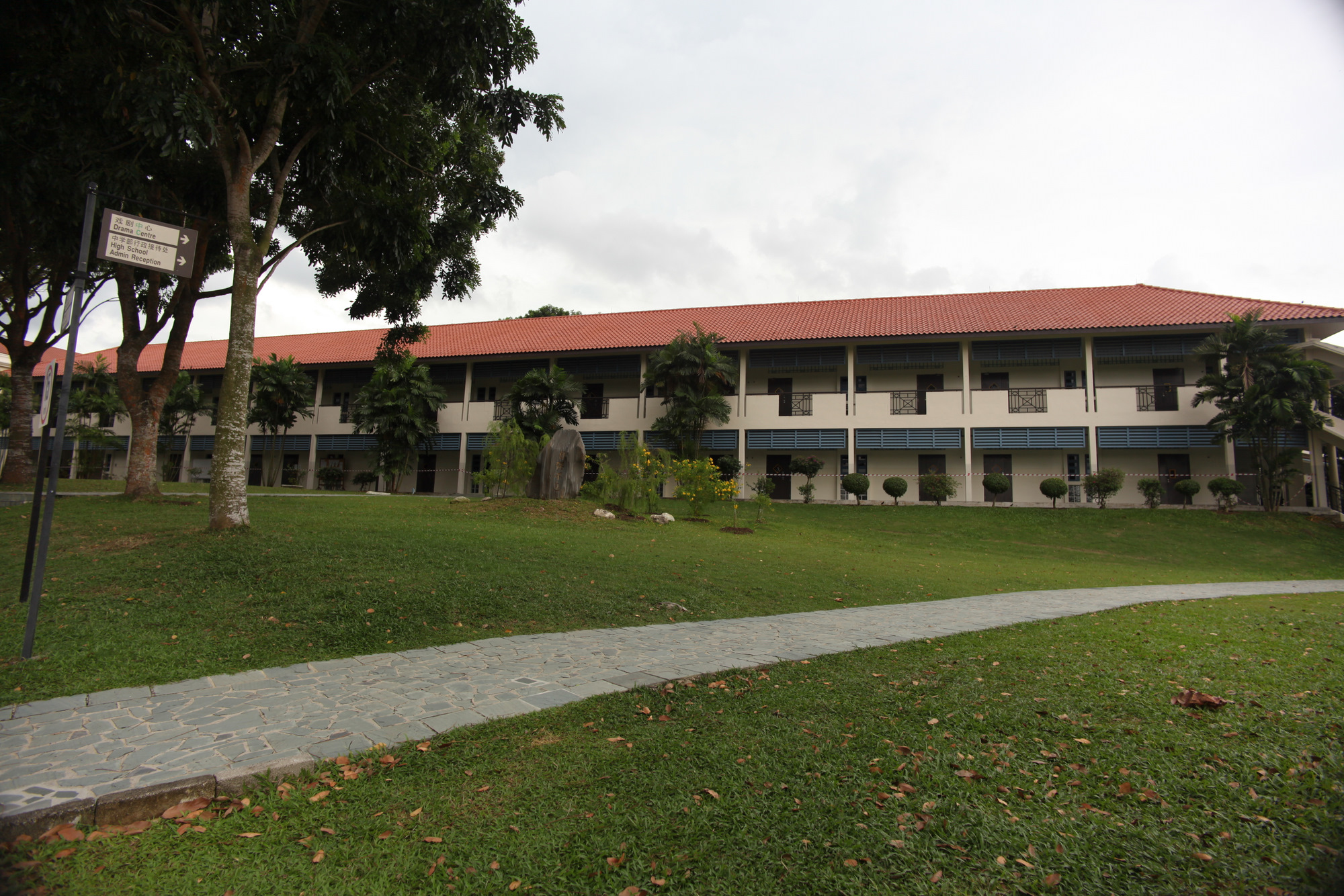
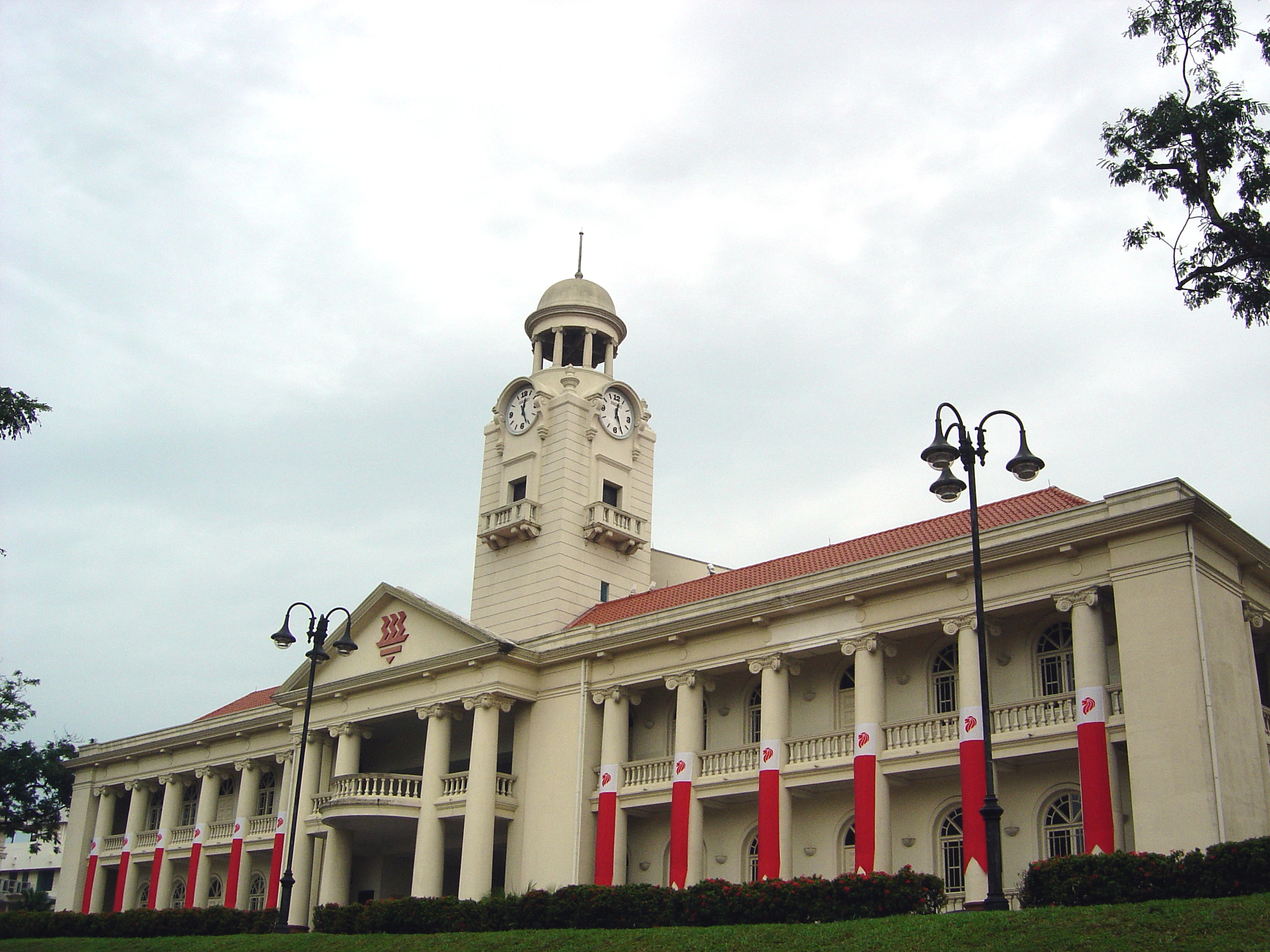
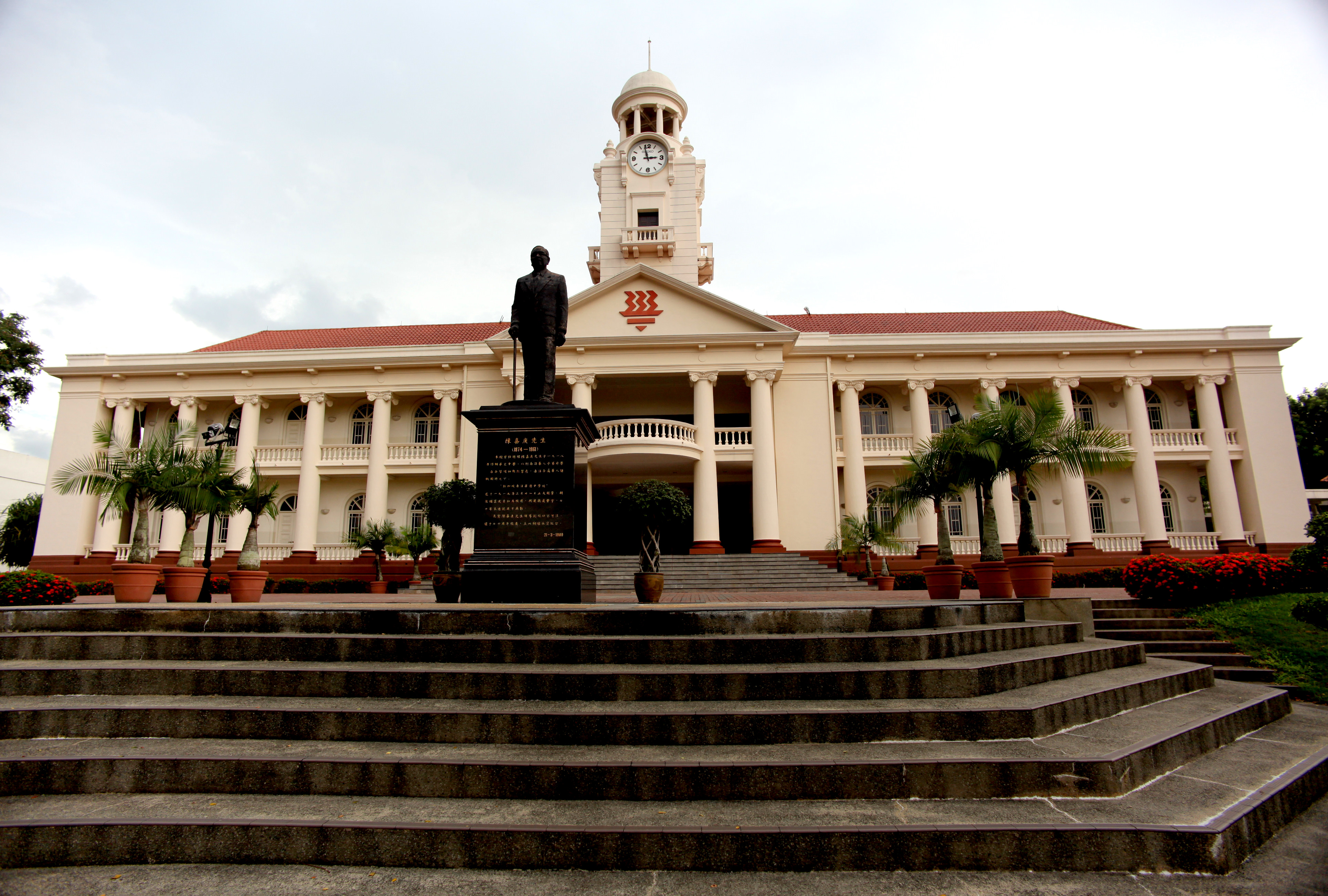
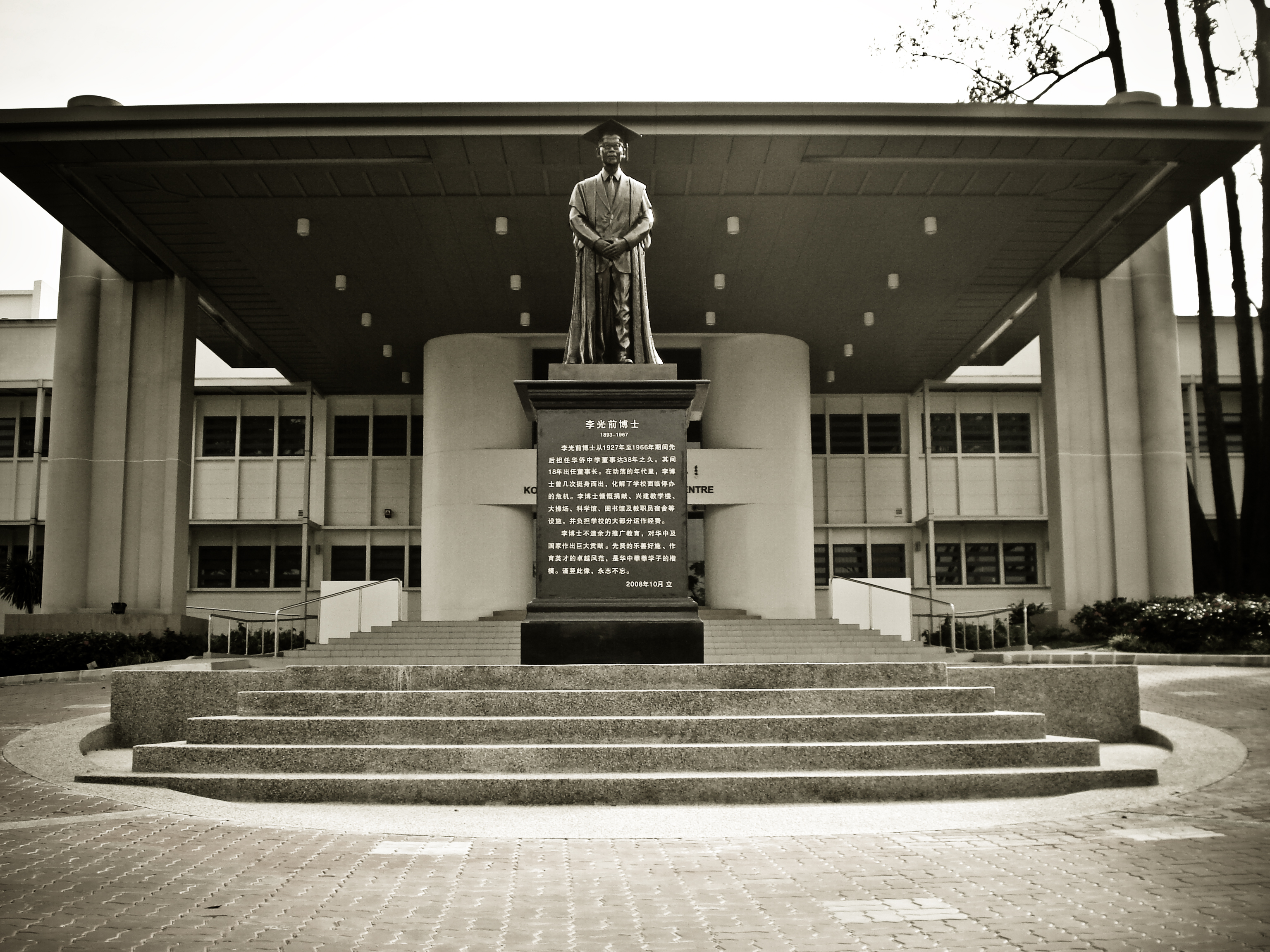

## وصلات خارجية
- School website